# 星咲伶美
星咲 伶美（ほしさき れみ、1995年8月7日 - ）は、日本のAV女優。バンビプロモーション所属。

## 略歴・人物
地下アイドルグループのメンバーとしてデビューし、2016年12月に改名しAVデビュー。
2018年1月29日、AV女優によるアイドルグループ「マシュマロ3d+」に“マシュマロ☆ライム”として加入。2018年8月、マシュマロ3d+としてTOKYO IDOL FESTIVALに出演。2019年2月に卒業。
趣味・特技はアイドル鑑賞、編み物、バレーボール。
誰とでも最初は業務的な明るさで接するのが特徴。ライター・谷河立朗からは「困り顔」がいいと評される。

## 出演作品

### アダルトDVD
2016年
- 元最強地下アイドル 本物アイドル AV debut（12月22日、SODクリエイト）

2017年
- 本物アイドル 全身性感敏感ボディ激イカセ 元最強地下アイドル（1月19日、SODクリエイト）
- ドM撮影会アイドル陵辱乱交オフ会（2月16日、SODクリエイト）
- 「セックスしたい」と言うまで終わらない…マングリ固め連続イカセで追い込まれた女（5月18日、ナチュラルハイ）
- 飲み会でハメられ媚薬を盛られ寝取られた僕の彼女（5月19日、プレステージ）
- えっマジ! 今日はイッちゃダメなの?（6月1日、ロリ専科）
- 神待ち家出少女を助けまくって10人の神様に君臨した僕（6月13日、MOODYZ）
- 羞恥 生徒同士が男女とも全裸献体になって実技指導を行う質の高い授業を実践する看護学校実習 2017（6月15日、サディスティックヴィレッジ）
- じゃれて突然膝の上に座ってきた女のお尻が股間にピタ!! お尻を動かす度に膨らむ僕のチ○コに気付いた彼女は… 2（6月16日、DOC）
- 媚薬で堕とされ、強制枕営業の罠にはまったJKアイドル 夢をチラつかされて、大人たちの慰み物になった私… 絶対人には言えないような、恥ずかしい事をされ続け…今日も調教されてます…。（7月13日、オーロラプロジェクト・アネックス）
- セルフポートレイト 後ろから突かれるとなんだか動物みたいで素敵（7月13日、絶望エロス/妄想族）
- 素人カップル対抗！チ○ポ椅子取りゲーム（8月10日、ROCKET）
- 恋愛も結婚も禁止だけど枕はグレー（8月11日、バルタン）
- 可愛い顔してデカ尻！！（11月1日、MARRION）
- 絶望エロス 女学生、3 女学生と男友だち 乱交SEX時代 あたし白い下着はもう似合わない 加奈子18歳の秋（11月13日、絶望エロス/妄想族）

2018年
- ガーリー系アパレルモデルの挑発パンチラ 僕はパンチラカメラマン！（3月13日、アロマ企画）
- 生中出し巨乳制服美少女 Vol.001（3月23日、ケイ・エム・プロデュース/BAZOOKA）
- デリヘルで呼んだ娘が、敏感すぎて潮吹いて僕の部屋をビショビショにするので怒ったらヤラせてくれたけど、感じまくりまさかの連続イキ！更にハメ潮吹きまくって困った！5（8月23日、アイエナジー）
- 特別潜入捜査官 罠にはめられた美人女教師に中出し!（12月22日、シャーク）

2019年
- しゃぶり009 セックス後のやる気がないフニャちんをお掃除フェラで優しく舐めまわし2度ヌキする9人の天使たち（5月7日、パコパコ団とゆかいな仲間たち）

### イメージDVD
- Remi 陽の当たる場所（2017年6月15日、REbecca）

## 出演

### ウェブテレビ
- 南波一海のアイドル三十六房（2018年5月11日、タワレコTV）マシュマロ3D＋として単独で出演